# Sonate pour alto et piano (Bax)
Pour les articles homonymes, voir Sonate pour alto et piano.
La Sonate pour alto et piano est une œuvre de musique de chambre pour alto écrite par le compositeur britannique Arnold Bax en 1922.

## Contexte
Bien qu'Arnold Bax soit né dans le sud de Londres, il a passé ses années d'adolescence les plus impressionnantes dans un manoir victorien entouré de jardins bien entretenus à Hampstead. Il remarque lui-même que c'était « la meilleure chose à faire que de vivre à la campagne » (« the next best thing to living in the country ») et qu'il profitait de tous les plaisirs de la campagne avec les opportunités musicales de la proche banlieue de Londres. Son père est aisé et Arnold Bax a toujours eu des revenus privés, ce qui signifie qu'il n'a jamais eu besoin d'occuper un poste rémunéré pour gagner sa vie. Dans sa vingtaine, en particulier, cela lui donne une liberté de voyager et de se consacrer à la musique et à la composition.
S'il est surtout connu pour sa musique orchestrale, en particulier ses poèmes symphoniques et ses sept symphonies, il a également composé un large corpus de musique de chambre très personnelle. Ses sonates comprennent notamment quatre sonates pour piano, cinq sonates pour violon et des œuvres pour violoncelle, clarinette ou alto.
Une croyance en histoire de la musique veut que le célèbre altiste britannique Lionel Tertis soit à l'origine d'une grande partie du répertoire britannique moderne pour alto solo lorsqu'il a encouragé de jeunes compositeurs, notamment ceux associés à la Royal Academy of Music de Londres, à écrire des œuvres pour lui dans les trente premières années du xxe siècle. Jusqu'alors, l'alto était délaissé en dehors de l'orchestre, et il y avait peu de solistes reconnus. Toutes les œuvres pour alto d'Arnold Bax ont été écrites en pensant à Lionel Tertis. Lorsqu'il est étudiant à la Royal Academy of Music, il a subi, comme d'autres, l'influence de Lionel Tertis, qui y enseignait l'alto, et Arnold Bax, comme ses contemporains, a réagi à l'enthousiasme de l'altiste et à la qualité de son jeu, ainsi qu'à la grande sonorité qu'il tirait d'un instrument de grande taille.
Ainsi, pendant ses études à la Royal Academy of Music de 1900 à 1905, il s'est retrouvé dans un cercle de brillants pianistes-compositeurs. Parmi eux, York Bowen et Benjamin Dale ont acquis une grande réputation dans leur jeunesse. Tous étaient d'excellents pianistes et York Bowen s'est fait connaître du public dès son plus jeune âge. Arnold Bax avait également la réputation d'être un excellent pianiste et, bien qu'il ait joué dans sa propre musique, en particulier lorsqu'il était jeune, il n'a pas essayé de faire carrière dans ce domaine. Il s'en est même détourné, bien qu'il existe un enregistrement de lui jouant sa sonate pour alto avec son dédicataire, Lionel Tertis, en 1929.
Pendant ses études, Bax a également conçu un enthousiasme durable pour l'Irlande et sa culture. Il s'y rend pour la première fois en 1902. Après avoir lu le premier poème de William Butler Yeats, « The Wanderings of Oisin », il écrit : « Le Celte qui est en moi s'est révélé » (« The Celt within me stood revealed »). Il découvre bientôt le village de Gleann Cholm Cille, dans le comté de Donegal. Sous cette influence irlandaise, il écrit des poèmes, des nouvelles et quatre pièces de théâtre, pour lesquelles il adopte le pseudonyme de « Dermot O'Byrne ». 
Au cours de la Première Guerre mondiale, la jeunesse irlandaise d'Arnold Bax est interrompue par l'insurrection de Pâques à Dublin en 1916, au cours de laquelle certains de ses amis ont été tués ou exécutés. Il s'ensuit un certain nombre d'œuvres commémoratives, ainsi que des poèmes qui, en 1918, étaient si virulents qu'ils ont été interdits par la censure britannique en Irlande. La guerre civile irlandaise suivit et le compositeur en a été très affecté. Il est possible que la Sonate pour alto ait été l'un de ses derniers hommages au pays de sa jeunesse et à son triste destin.

## Structure
L'œuvre comprend trois mouvements :
1. Molto moderato – Allegro
2. Allegro energico e non troppo presto
3. Molto lento

## Analyse
La sonate est en trois mouvements, un scherzo rapide et diabolique flanqué de mouvements extérieurs plus lents réfléchis, une forme adoptée par la suite par de nombreux compositeurs britanniques, notamment William Walton dans son Concerto pour alto, écrit sept ans plus tard. Bien que l'œuvre ne soit pas cyclique au sens propre du terme, l'idée initiale réapparaît à la fin du dernier mouvement. La musique révèle une véritable vision poétique et est empreinte d'une beauté tranquille mais intense par des moyens relativement simples. Une figure ascendante entendue au début et des sauts d'une octave et d'une quinte revêtent une importance particulière. L'ouverture, avec son piano aux tintements aigus qui contrebalance la teinte sombre du registre inférieur de l'alto, nous transporte immédiatement dans l'univers personnel du compositeur, tandis que la musique émerge lentement de cette ouverture hésitante jusqu'à un apogée superbement rayonnant. Bien qu'elle ne soit pas ouvertement « celtique » et qu'aucun programme subjectif n'ait été admis par Arnold Bax, il certainement ici l'absorption finale de ses diverses influences en un style personnel remarquable et une expression universelle.
En Irlande, Arnold Bax a assisté à des danses folkloriques locales dans la campagne et l'esprit du céilí dans sa forme la plus débridée est présent dans bon nombre de ses partitions. Ce scherzo féroce a beaucoup du caractère d'une danse irlandaise endiablée, démontrant que le compositeur en a véritablement connu. À la fin, après un magnifique interlude central rhapsodique, le poignant dernier mouvement se termine par ce que le critique Robin Hull a appelé « une coda véritablement diabolique fondée sur le premier sujet […] qui s'élève progressivement jusqu'à un terrible point culminant dont la tension dramatique est probablement inégalée dans toute la musique de Bax » (« a truly diabolic coda founded upon the first subject […] gradually working up to a terrific climax whose dramatic tension is probably unsurpassed anywhere in Bax's music »).

## Discographie
- Sonate pour alto – William Primrose, alto ; Harriet Cohen, piano (22 juillet 1937, Pearl-Biddulph / Doremi DHR 7708 / « Harriet Cohen joue Bax » Dutton CDBP 9751 / Naxos Historic) (OCLC 41384343 et 75203748) — avec Berlioz, Harold en Italie (1944) sous la direction de Serge Koussevitzky[2].
- Viola Sonata/Concert Piece/Legend/Trio in one Movement – Laurence Jackson (violon), Martin Outram (alto), Julian Rolton (piano), Naxos, 8.557784, novembre 2006.